# Lacapelle-Cabanac
Lacapelle-Cabanac è un comune francese di 163 abitanti situato nel dipartimento del Lot nella regione dell'Occitania.

## Società

### Evoluzione demografica
Abitanti censiti